# ジャライト
ジャライト（モンゴル語：Жалайд、漢語：扎賚特、英語：Jalaid）は、15世紀前期に形成されたモンゴルの一部族。その遠祖はチンギス・カンの弟のジョチ・カサル。

## 歴史
ジャライト部はチンギス・カンの弟ジョチ・カサルの15代目の子孫であるボディダラ（博第達喇）の9人の子のうち、末子のアミン（阿敏）から始まる。兄のジジク（斉斉克），ナムサイ（納穆賽）等と隣り合って遊牧し、その所部をジャライト（扎賚特）と号した。
後金の天命9年（1624年）、アミンの子マンクウェン（蒙袞）はホルチン（科爾沁）部タイジ（台吉）のオーバ（奥巴）と共に後金へ遣使を送って好を乞うたため、ヌルハチの許しを得て、後金（清朝）に帰順することとなった。
順治5年（1648年）、マンクウェンの子スーラン（色稜）はジャサク（扎薩克）を授かり、ホルチン部と同祖であることから、ホルチン部に附いてジェリム（哲里木）盟に属した。旗は一つで、トゥボシェンチャハン（図卜紳察罕）坡に駐屯した。その爵はグサ・ベイセ（固山貝子）からジャサク・ドロイ・ベイレ（扎薩克多羅貝勒）に進み、代々世襲した。
光緒25年（1899年）、黒龍江将軍の恩澤（エンジェ）等の上奏により、ジェリム盟諸旗の開墾が相次いで開始された。
光緒31年（1905年）、清朝は開墾地に大賚庁を設置（現在の吉林省安達県の一部）する。

## 歴代首長
ダルハン・ホショジ（達爾漢和碩齊）
1. マンクウェン（蒙袞）（1624年 - 1643年没、固山貝子：1648年追封）…ジョチ・カサルの後裔アミンの子。

ジャサク・グサ・ベイセ（扎薩克固山貝子）
1. スーラン（色稜）（固山貝子：1648年 - 1664年）…蒙袞の長子。
2. ビリク（畢里克）（1664年 - 1677年）…色稜の長子。
3. ナシュン（納遜）（1678年 - 1703年）…畢里克の長子。
4. トグス（特古斯）（1703年 - 1732年）…納遜の長子。

ジャサク・ドロイ・ベイレ（扎薩克多羅貝勒）
1. トグス（特古斯）（1732年 - 1740年）
2. ウチャラレトゥ（烏察喇勒図）（1740年 - 1756年）…特古斯の長子。
3. ロブサンシラブ（羅卜藏錫拉布）（1756年 - 1773年）…烏察喇勒図の長子。
4. アムフラン（阿穆祜朗）（1773年 - 1786年）…羅卜藏錫拉布の長子。
5. マシェンバトゥ（瑪什巴図）（1786年 - 1834年）…阿穆祜朗の長子。
6. ラムグウェンブジャブ（拉木棍布扎布）（1834年 - 1861年）…瑪什巴図の族弟。

ギュンワン（郡王）
1. ラムグウェンブジャブ（拉木棍布扎布）（1861年）
2. アレタンエチョル（阿勒坦鄂綽爾）（1861年 - 1872年）…拉木棍布扎布の子。
3. ワンラクパリジ（旺喇克帕勒斉）（1872年 - 1905年）…阿勒坦鄂綽爾の子。
4. バトマラブタン（巴特瑪喇布坦）（1907年 - ?）…旺喇克帕勒斉の子。

## 参考資料
- 趙爾巽他『清史稿』（列伝三百五 藩部一、表四十九 藩部世表一）